# Kantongerecht Veghel

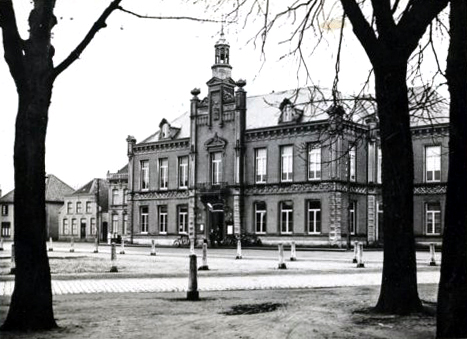
Het kantongerecht was gevestigd in het oude raadhuis

Het kantongerecht Veghel was van 1838 tot 1934 een van de Kantongerechten in Nederland. Bij de oprichting was Veghel het achtste kanton van het arrondissement 's-Hertogenbosch. Het gerecht zetelde in het raadhuis aan de Markt.